# كارولينا كرافزيك
كارولينا كرافزيك (من مواليد 27 مارس 1995) هي رياضية ألمانية سباقات المضمار والميدان متخصصة في 400 متر حواجز و400 متر. مثلت ألمانيا في بطولة العالم لألعاب القوى 2019، وتنافست في سباق 400 متر حواجز سيدات. أنهت مسيرتها المهنية في أغسطس 2024.
في عام 2020 تمكنت من الدفاع عن لقبها في سباق 400 متر حواجز في بطولة ألمانيا في براونشفايغ في الموسم الذي بدأ متأخرًا بسبب جائحة كوفيد-19. في عام 2021، فازت كرافزيك بالميدالية الذهبية الثالثة على التوالي في البطولات الألمانية في دورة الاستاد مع أفضل وقت شخصي قدره 54.89 ثانية، وهذه المرة تفي أيضًا بمعايير الألعاب الأولمبية في طوكيو. هناك احتلت المركز الرابع في جولة نصف النهائي. وفي منافسات سباق 400 متر حواجز سيدات في بطولة أوروبا لألعاب القوى 2022 في الجولة التمهيدية حققت أفضل رقم شخصي جديد قدره 54.32 ثانية، وصلت إلى النهائي حيث احتلت المركز الثامن.  